# 杉山義雄
杉山 義雄（すぎやま よしお　1866年10月26日（慶応2年9月18日） - 1933年（昭和8年）4月8日）は、日本の実業家。

## 来歴・人物
1866年、遠江国（静岡県）に出生。
明治法律学校（現明治大学）を卒業。
1920－1932年の長期に亘り、秀英舎（大日本印刷）社長を務めた。
社外に於いては、東京商工会議所副会頭や、東京印刷同業組合組長などの他、日本耐火工業や日本エッチビー特許製版の取締役、東台銀行、武田割引銀行、日本開墾の監査役などを務めた。
また、昭和女子薬学専門学校（現昭和薬科大学）の設立に参画し、理事長に就任した。
1933年4月8日、死去。68歳。

## 参考
- 報知新聞經濟部編『財界を牛耳る人々』（千倉書房　1931）